# Slemmaskar
Slemmaskar eller snörmaskar (Nemertea eller Nemertini) är en djurgrupp (stam) som liknar maskar och som vanligen hittas i havet – det finns dock arter som lever i sötvatten och även i fuktiga miljöer på land.
Gemensamt för hela gruppen är att de saknar segment, har en extrem förmåga att förlänga respektive dra ihop kroppen och för övrigt har de en så kallad proboscis, en utvrängbar snabel, som används för att fånga bytesdjur. Denna proboscis kan vara beväpnad med en eller flera stiletter. Maskarna kan variera i storlek och bland de cirka 1200 arter som hittills beskrivits finns både millimeterstora och meterstora. Världens längsta djur hittas bland nemertinerna – långsnöre (Lineus longissimus), blir upp till 50 m lång men ryms fortfarande i en människonäve. Många av arterna är giftiga.